# 惠更斯山

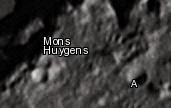
惠更斯山

惠更斯山（Mons Huygens）是月球上最高的山丘，雖然它並不是月球的最高點。惠更斯山高約5.5公里，是亚平宁山脉的一部分。亚平宁山脉形成于创建雨海时所发生的撞击事件，而非像地球上大多数山脉均形成于地质构造和火山活动。1961年它被以荷兰天文学家、数学家和物理学家克里斯蒂安·惠更斯的名字命名。